# سيلفان
سيلفان (بالإيطالية: Silvan)‏ هو ساحر استعراضي وكاتب إيطالي، ولد في 18 مايو 1937 في البندقية في إيطاليا.

## وصلات خارجية
- الموقع الرسمي
- سيلفان على موقع IMDb (الإنجليزية)
- سيلفان على موقع ديسكوغز (الإنجليزية)